# 앙헬 산체스
앙헬 루이스 산체스(Angel Luis Sanchez, 1989년 11월 28일 ~ )는 전 도미니카 공화국의 야구 선수이다.

## 미국 프로야구 시절
2017년에 피츠버그 파이리츠에 입단하였다.

## 한국 프로야구 시절

### SK 와이번스시절
2018년에 스캇 다이아몬드를 대체할 외국인 투수로 영입되었다.

## 일본 프로야구 시절
2020년에 요미우리 자이언츠에 입단하였다. 2021년 시즌 후에 방출됐다.

## 도미니카 프로야구 시절
2022년에 기간테스 델 시바오에 입단하였다.

## 미국 프로야구 복귀
2023년에 샌디에이고 파드리스에 입단하였으나 메이저리그에 승격되지 못했다.